# Gidea Park (band)
Gidea Park is een Britse pop- en rockband.

## Bezetting
- Adrian Baker[3] (zang, gitaar)
- Roger Whatling[4] (zang, basgitaar)
- Alec Duncan[5] (zang, drums)
- Roger Nicholas (zang, gitaar)
- Martin Lawford[6] (zang, ritmegitaar)
- Dave Walker[7] (keyboards, drums)
- Ian Baker[8] (keyboards, zang)

## Geschiedenis
De band werd geformeerd rond de zanger, multi-instrumentalist en songwriter Adrian Baker, die eind jaren 1960 lid was van The Pebbles uit Essex, die later hun naam wijzigden in Playground en daarna in Gidea Park. Met hun sound, die gevoelsmatig werd ervaren als Beach Boys-sound, lukte het de band in 1981 om tweemaal te scoren in de Britse hitlijst met Beach Boys Gold (#11) en Seasons of Gold (#28). Tot vandaag is de band actief en speelt op tournees.

## Overlijden
Dave Walker overleed in 1988.

## Discografie

### Singles
- 1978: Beach Boy Gold
- 1979: The Boogie Romance
- 1981: Seasons of Gold / Lolita
- 1981: El Chico de la playa – Beach Boy Gold
- 1982: Bach Boy Gold Part II
- 1985: I Get Around / Lazin on the Beach
- 1986: Run Baby Run
- 1988: (Lai-Lo-Lah) Limbo
- ????: Lightning Strikes / Baby Come Back (Gidea Park feat. Adrian Baker)

### Albums
- 1996: Endless Summer Days
- 2007: Beach Party